# JT Thunders
JT Thunders (jap. JTサンダーズ) – japoński męski klub siatkarski z siedzibą w Hiroszimie.

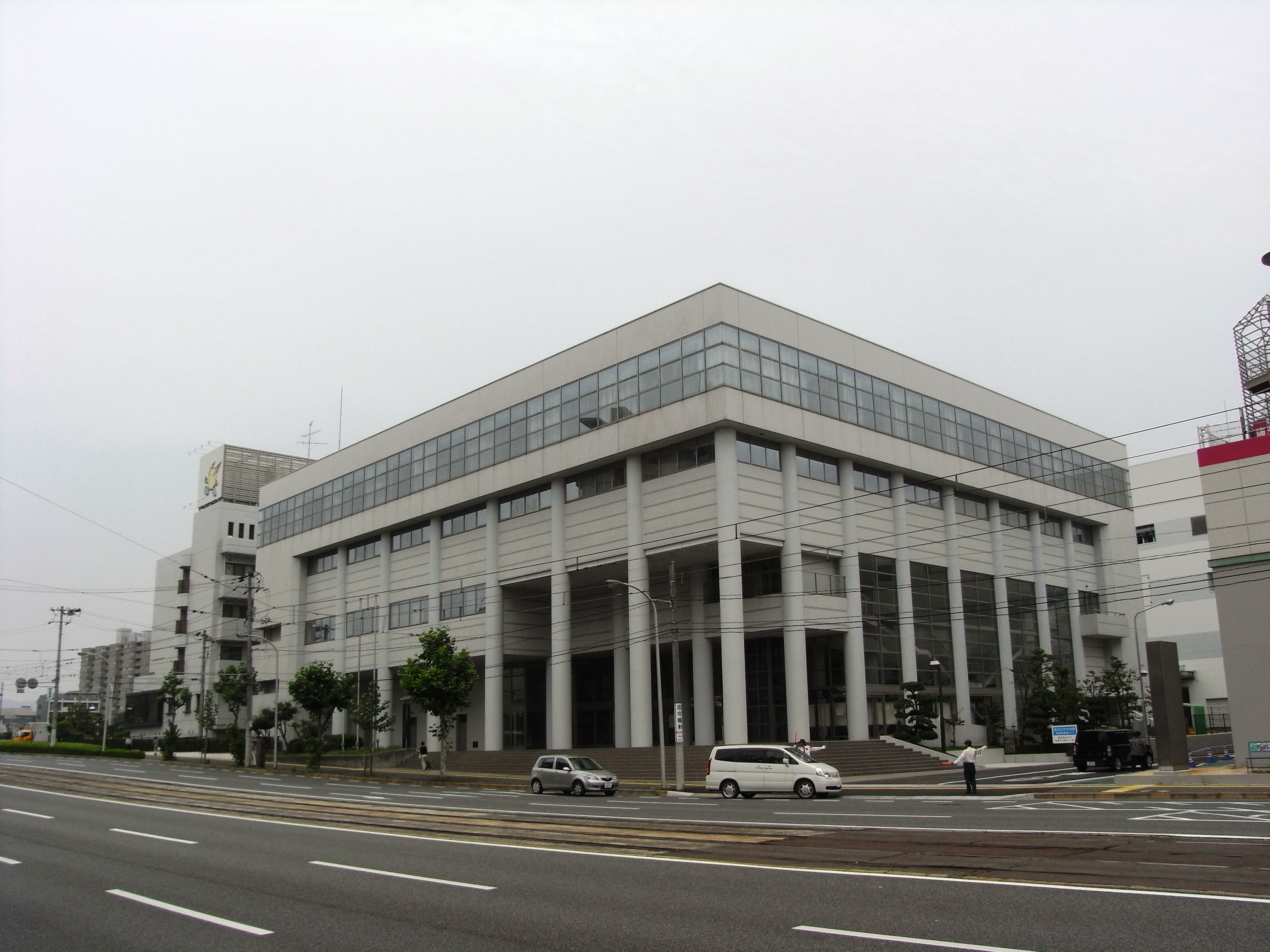
Nekoda Memorial Gymnasium

## Sukcesy
Mistrzostwo Japonii:
- 2015
- 1974, 1979, 1997, 2001, 2003, 2004, 2014, 2019
- 1969, 1970, 1977, 1978, 1980, 1981, 1982, 1985, 1990, 1996, 2005, 2018

Puchar Kurowashiki:
- 2001, 2004, 2016, 2017

Puchar Cesarza:
- 2007, 2014, 2018

## Obcokrajowcy w drużynie
| Lata gry                  | Imię i nazwisko        | Pozycja     |
| ------------------------- | ---------------------- | ----------- |
| 2023-                     | Oreol Camejo           | przyjmujący |
| 2023-                     | Felipe Roque           | atakujący   |
| 2022-2023                 | Aaron Russell          | przyjmujący |
| 2017-2022                 | Thomas Edgar           | atakujący   |
| 2016-2017 (od 06.10.2016) | Dražen Luburić         | atakujący   |
| 2016 (do 02.10.2016)      | Bartosz Kurek          | atakujący   |
| 2014-2016                 | Leandro Vissotto Neves | atakujący   |
| 2012-2014                 | Igor Omrčen            | atakujący   |
| 2008-2012                 | Ernardo Gómez          | atakujący   |
| 2007-2008                 | Maksym Pantełejmonenko | przyjmujący |
| 2006-2007                 | Leandro Mari           | przyjmujący |
| 2005-2006                 | Gabriel Gardner        | przyjmujący |
| 2000-2005                 | Ilja Sawieliew         | przyjmujący |
| 1999-2000                 | Igor Szulepow          | przyjmujący |